# Niszczyciele typu Tachibana
Niszczyciele typu Tachibana – typ czternastu japońskich niszczycieli, zbudowanych podczas drugiej wojny światowej dla Japońskiej Cesarskiej Marynarki Wojennej, które wyewoluowały z niszczycieli Matsu.

## Okręty
- Enoki
- Hagi
- Hatsuume
- Hatsuzakura
- Kaba
- Kaki
- Kusunoki
- Nashi
- Nire
- Odake
- Shii
- Sumire
- Tachibana
- Tsuta